# Ilha Birnie
A ilha Birnie é uma pequena ilha de coral desabitada e com 20 hectares. Faz parte do grupo das Ilhas Fénix, pertencentes a Kiribati. 
Fica a 100 km a sudeste da Ilha Kanton e a 90 km a oeste-noroeste da Ilha Rawaki. Birnie tem 1,2 km de comprimento por 0,5 km de largura.
É uma ilha seca, coberta por mais arbustos baixos que vegetação alta e tem uma lagoa seca. Devido à natureza imperturbada da ilha, à vegetação e às grandes colónias de aves marinhas, que nidificam no local, a ilha foi declarada como santuário natural em 1975.

## História

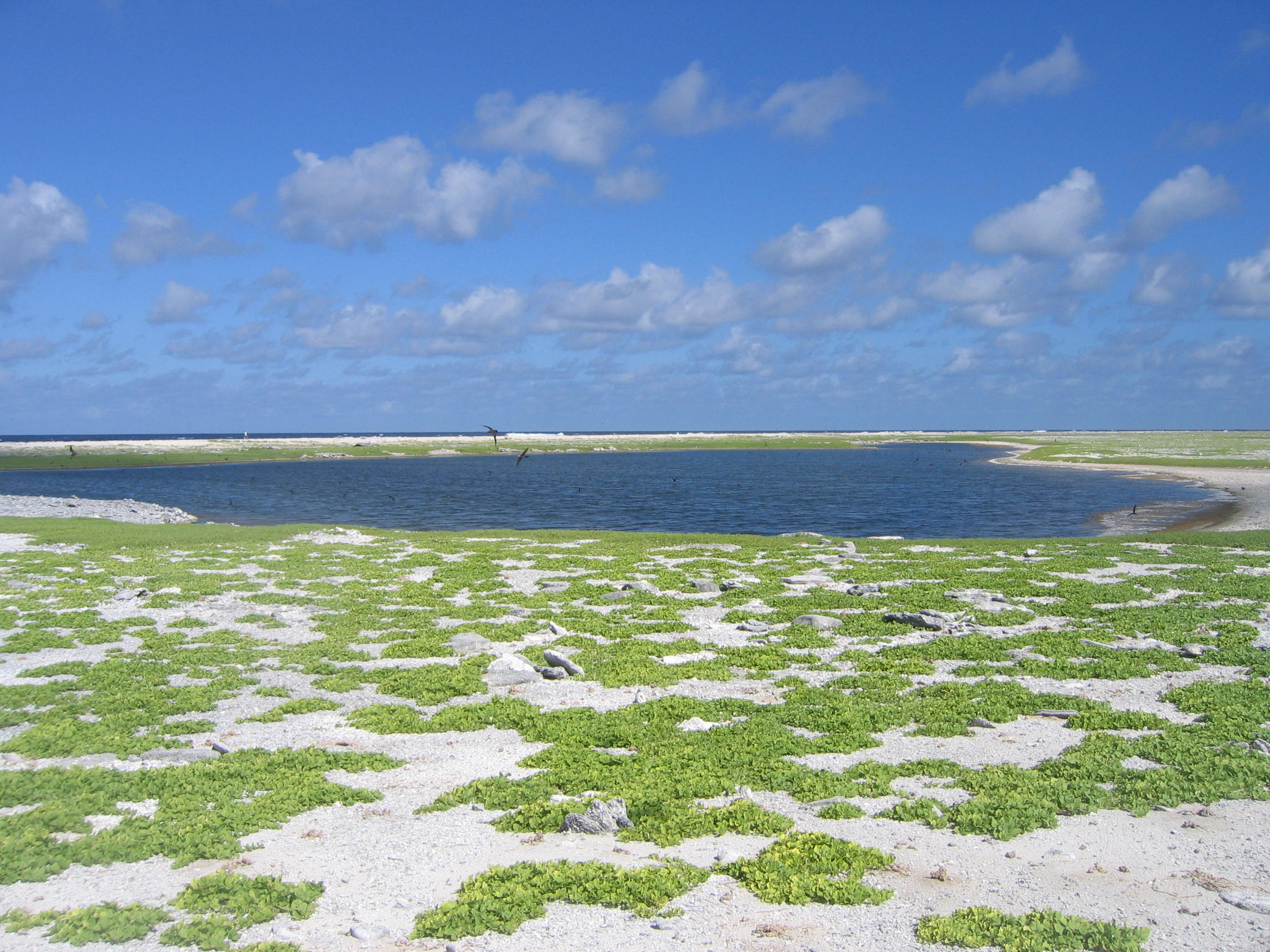
A lagoa seca de Birnie

A ilha recebeu o seu nome em 1823 pelo Capitão Emment, embora o nome original não seja conhecido.